# Diecezja debreczyńsko-nyíregyháska
Diecezja debreczyńsko-nyíregyháska – jedna z 3 diecezji w metropolii jagierskiej. Powstała 31 maja 1993. Katedrą diecezji jest Katedra Świętej Anny w Debreczynie.

## Bibliografia

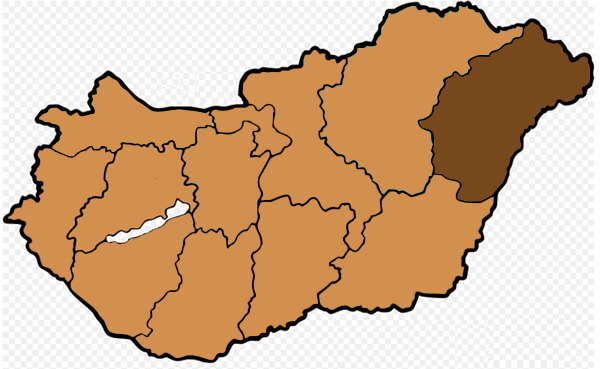
Diecezja debreczyńsko-nyíregyháza'ska

## Biskupi
- Nándor Bosák (1993-2015)
- Ferenc Palánki (od 2015)